# 不謹慎
| ウィキペディアには「不謹慎」という見出しの百科事典記事はありません（タイトルに「不謹慎」を含むページの一覧/「不謹慎」で始まるページの一覧）。 代わりにウィクショナリーのページ「不謹慎」が役に立つかもしれません。 |